# Sólo quédate en silencio
«Sólo quédate en silencio» es una canción interpretada por el grupo mexicano RBD, incluida en su álbum debut Rebelde (2004). Fue escrita por Mauricio L. Arriaga y producida por Armando Ávila. La canción fue lanzada como segundo sencillo del álbum en diciembre de 2004 por la compañía discográfica EMI. Es un tema «pop de tempo medio» en la que los integrantes del grupo se cantan mutuamente para disfrutar de los últimos momentos de un romance fugaz. El contenido lírico recibió elogios por parte de la crítica musical. RBD también grabó versiones de la canción en portugués e inglés, bajo los títulos «Fique em Silêncio» (2005) y «Keep It Down Low» (2006), respectivamente. El videoclip de la versión en español fue dirigido por Pedro Damián y se filmó en la Ciudad de México.
En términos comerciales, «Solo Quédate En Silencio» resultó un éxito, posicionándose entre los diez primeros lugares en las listas musicales de varios países, incluidos Chile, El Salvador, Honduras y México. Se convirtió en la primera canción de RBD en alcanzar el número uno en las listas Latin Pop Airplay y Regional Mexican Airplay de la revista Billboard en Estados Unidos. En 2006, la Asociación Estadounidense de Compositores, Autores y Editores (ASCAP) la distinguió como una de las canciones latinas más populares del año. «Solo Quédate En Silencio» fue incluido en el repertorio de las giras Tour Generación RBD (2005–07), Celestial Tour (2007–08), Empezar Desde Cero Tour (2008), Tour del Adiós (2008) y Soy Rebelde Tour (2023).

## Video musical
En el video se muestra al grupo cantando en una famosa avenida de la Ciudad de México, material extras de sus conciertos y diferentes escenas de ellos en diversas partes de México. 
Fue el segundo video que dirigió Pedro Damián. 

## Posicionamiento
| Listas (2004)                       | Máxima posición |
| ----------------------------------- | --------------- |
| Top 100 Single Chart México         | #1 (5 semanas)  |
| Los 10 + Pedidos de MTV (México)    | #1 (3 semanas)  |
| Top 20 de MTV (México)              | #1 (4 semanas)  |
| Chile                               | #1              |
| Colombia                            | 2               |
| España                              | 2               |
| Brasil                              | #1 (2 semanas)  |
| Honduras                            | #1              |
| US Billboard Latin songs            | 2               |
| US Billboard Regional Mexican songs | #1              |
| Perú Top+                           | #1              |
| Lista de sencillos de Chile         | #1              |
| Ibero-América Top 100               | #1              |
| Lista de sencillos de Colombia      | 4               |

## Versión de Rebelde la serie
La versión de Rebelde la serie fue interpretada por Giovanna Grigio y Alejandro Puente. Fue lanzada el 5 de enero de 2022 por Sony Music Entertainment México y Marina Music. A la vez del estreno de la primera temporada de la serie en Netflix, la canción formó parte de la banda sonora oficial y apareció en una escena del capítulo 6.

## Versión de Moderatto y Danna Paola
La versión de Moderatto junto a Danna Paola fue lanzada el 7 de marzo de 2022 por Universal Music México como primer sencillo del noveno álbum de estudio de Moderatto, Rockea bien duro (2022) homenaje a RBD. El video musical de la canción fue lanzado un mes después el 6 de abril.
Fue interpretada junto a «Ser o parecer» en los MTV Millennial Awards de 2022.